# Мато Ђурановић
Мато Ђурановић (Ђурићи, 13. април 1895. — Мељине, 21. фебруар 1973.) био је српски сликар из Црне Горе.  

## Биографија
Мато Ђурановић је завршио основну школу у родном месту. Сликање је учио од свог оца Шпире (1964–1910), који се у Кијеву школовао. Мато је гимназију завршио у Задру, где се почео бавити сликањем под менторством професора Ивана Шољана.
Од 1920. живео је у Галвестону (САД) где се усавршава у сликарству. У Галвестону је 1922. први пут је самостално излагао. Уследила је серија изложби у другим градовима Тексаса, након чега је чврсто одлучио да се професионално бави сликарством. Академско образовање стекао је на Академији у Њујорку (Grand Central School of Art) код професора Арчила Горког. Дипломирао је око 1930.
На изложби 1932. у Централној галерији у Њујорку добио је златну медаљу за слику „Per aspera ad astra“ (инспирисану далматинским рибарима). Влада Чехословачке одликовала га је за ширење словенства у Америци.
Мато се 1934. са супругом Мери вратио у Југославију. 1936. приређена му је прва самостална изложба у Котору. Током Другог светског рата илегално помаже партизанску војску. Провео је један период у затвору на Мамули, а након ослобођења отишао је у бокељске партизане и учествовао у борбама.
Након рата почео је да предаје у Которској гимназији. Радио је на оснивању музеја и архивских установа, културно-уметничких друштава, музичких школа, формирању хорова у Перасту, Каменарима и другим местима, као и на оснивању школе ликовне уметности у Херцег Новом.
Добитник је 13. јулске награде, 13. новембарске награде Цетињског ликовног салона и Октобарске награде града Херцег-Новог.
Мато Ђурановић је 1971. у породичној кући у Каменарима отворио галерију „Вериге“, с поставком својих дела и дела свог оца Шпире Ђурановића, који је такође био познат сликар.

## Самосталне изложбе
- Галвестон (1922);
- Вашингтон (1931);
- Хјустон (1932);
- Далас (1924);
- Котор (1936, 1957, 1866, 1972, 1980, 1995);
- Тиват (1955, 1988);
- Сплит (1959);
- Титоград (1961, 1970);
- Херцег Нови (1975, 1996, 2003, 2018);
- Пераст (2001);
- Цетиње (2018).

## Групне изложбе
- САД,
- Црна Гора,
- Србија,
- Словенија,
- Румунија,
- Италија,
- Јерменија,
- Француска,
- Белгија,
- Хрватска,
- Чехословачка,
- Немачка,
- Литванија,
- Летонија,
- Естонија,
- Пољска,
- Бугарска,
- Мађарска,
- Аустрија,
- Египат,
- Тунис,
- Турска,
- СССР.